# Portia de Rossi
Portia de Rossi, pseudonimo di Portia Lee James DeGeneres, nata Amanda Lee Rogers (Melbourne, 31 gennaio 1973), è un'ex modella, attrice e scrittrice australiana naturalizzata statunitense.

## Biografia
Nata come Amanda Lee Rogers a Melbourne, è cresciuta a Grovedale, un sobborgo di Geelong. Ha frequentato la Melbourne Girls Grammar School ed ha studiato legge all'Università di Melbourne. Nel 1988, all'età di 15 anni, adotta lo pseudonimo Portia de Rossi. Nel 2005 ha spiegato che mutuò il nome dall'omonimo personaggio dell'opera teatrale Il mercante di Venezia, aggiungendovi un cognome italiano. Il suo primo ruolo significativo è stato quello di una giovane modella impressionabile nel film del 1994 Sirene. Subito si trasferì a Los Angeles e, dopo diversi ruoli da ospite in show televisivi, ottiene un ruolo in Scream 2.
Ha guadagnato l'attenzione internazionale quando, nel 1998, entrò nel cast della serie televisiva Ally McBeal nella parte dell'avvocato Nelle Porter. È rimasta nella serie fino alla sua conclusione, nel 2002. Nel 2001 ha lavorato nel film Chi è Cletis Tout? con Christian Slater. Dal 2003 al 2006 la de Rossi ha ricoperto il ruolo di Lindsay Bluth Fünke nella serie tv Arrested Development - Ti presento i miei. Dal 2009 al 2010 ha interpretato il ruolo di Veronica Palmer nella serie tv Better Off Ted - Scientificamente pazzi. È stata personaggio ricorrente, nella quinta stagione della serie televisiva americana Nip/Tuck. Nel 2010 ha anche pubblicato il suo primo libro autobiografico, intitolato Unbearable Lightness, incentrato sui momenti negativi della sua vita, come la lotta contro l'anoressia.

## Vita privata

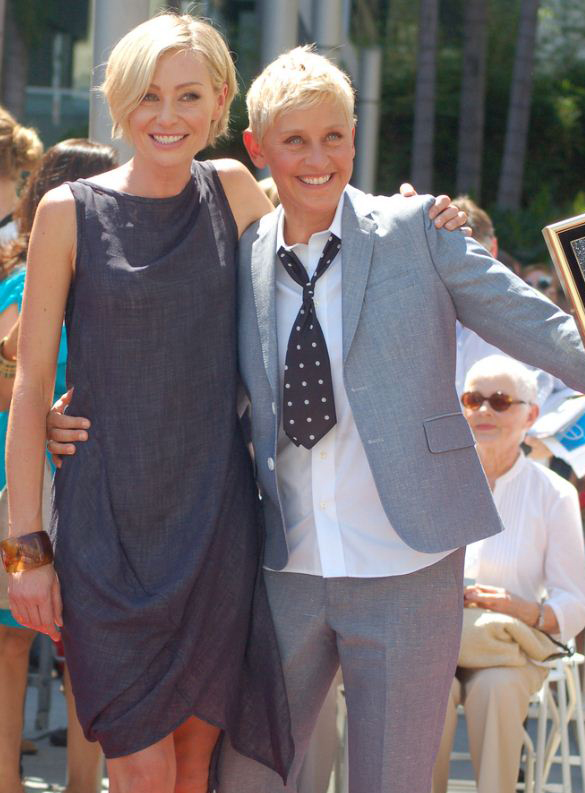
Portia de Rossi con la moglie Ellen DeGeneres nel 2012

Nel 1996 sposa l'attore Mel Metcalfe III dal quale poi divorzia tre anni dopo, nel 1999. Dal 2000 al 2004 Portia ha frequentato la cantante Francesca Gregorini. Durante questo periodo, ha evitato le domande dei media sul suo orientamento sessuale o sulla sua relazione; solo raramente si è fatta fotografare in pubblico con Gregorini. Qualche anno più tardi, in un'intervista con il quindicinale gay The Advocate, De Rossi affermò che la maggior parte della sua famiglia e i compagni di lavoro del cast di Ally McBeal avevano saputo, nel 2001, della sua omosessualità attraverso le foto dei tabloid che la ritraevano con Gregorini.
Nel 2005 la De Rossi si è dichiarata lesbica in alcune interviste con i periodici Details e The Advocate. Dopo la rottura con Francesca Gregorini, nel 2008 ha sposato l'attrice Ellen DeGeneres e nel 2010 ha cambiato legalmente il proprio nome in Portia Lee James DeGeneres. È diventata cittadina americana nel settembre 2011.

## Filmografia

### Cinema
- Sirene (Sirens), regia di John Duigan (1994)
- Scream 2, regia di Wes Craven (1997)
- Stigmate, regia di Rupert Wainwright (1999)
- Chi è Cletis Tout? (Who Is Cletis Tout?), regia di Chris Ver Wiel (2001)
- Dead & Breakfast, regia di Matthew Leutwyler (2004)
- Cursed - Il maleficio (Cursed), regia di Wes Craven (2005)
- Now Add Honey, regia di Wayne Hope (2015)

### Televisione
- Too Something - serie TV, 22 episodi (1995-1996)
- Nick Freno - serie TV, 20 episodi (1996-1997)
- L'atelier di Veronica (Veronica's Closet) - serie TV, episodio 1x05 (1997)
- Ally McBeal - serie TV, 89 episodi (1998-2002)
- The Twilight Zone - serie TV, episodio 1x08 (2002)
- Glow - La casa del mistero (The Glow), regia di Craig R. Baxley - film TV (2002)
- Arrested Development - Ti presento i miei (Arrest Development) - serie TV, 68 episodi (2003-2019)
- Nip/Tuck - serie TV, 10 episodi (2007-2009)
- Better Off Ted - Scientificamente pazzi (Better Off Ted) - serie TV, 26 episodi (2009-2010)
- Mockingbird Lane - serie TV, episodio 1x01 (2012)
- Sean Saves the World - serie TV, episodio 1x14 (2014)
- Scandal - serie TV, 49 episodi (2014-2017)
- I Griffin (Family Guy) - serie TV, episodio 15x20 (2017) - voce
- Santa Clarita Diet - serie TV, episodi 1x09-1x10 (2017)

## Doppiatrici italiane
- Caterina Rochira in Ally McBeal, Arrested Development - Ti presento i miei, Nip/Tuck
- Roberta Greganti in Better Off Ted - Scientificamente pazzi
- Sonia Mazza in Scandal
- Francesca Fiorentini in Too Something
- Giuppy Izzo in Sirene
- Laura Romano in Cursed - Il maleficio
- Eleonora De Angelis in Chi è Cletis Tout?
- Maddalena Vadacca in The Glow - La casa del mistero
- Beatrice Margiotti in I Witness - La verità uccide
- Ilaria Latini in Scream 2